# Буссеро, Гоффредо да
Гоффредо (Готифредо, Готофредо) да Буссеро, или Готфрид Буссерский (итал. Goffredo da Bussero, лат. Godefridus de Bussero, Gothofredus de Bussero; 8 октября 1220, Буссеро — между 1290 и 1311, Милан) — итальянский священник, церковный писатель и хронист, автор «Книги известий о миланских святых» (лат. Liber Notitiae Sanctorum Mediolani) и «Хроники» (лат. Chronica), один из первых летописцев города Милана.  

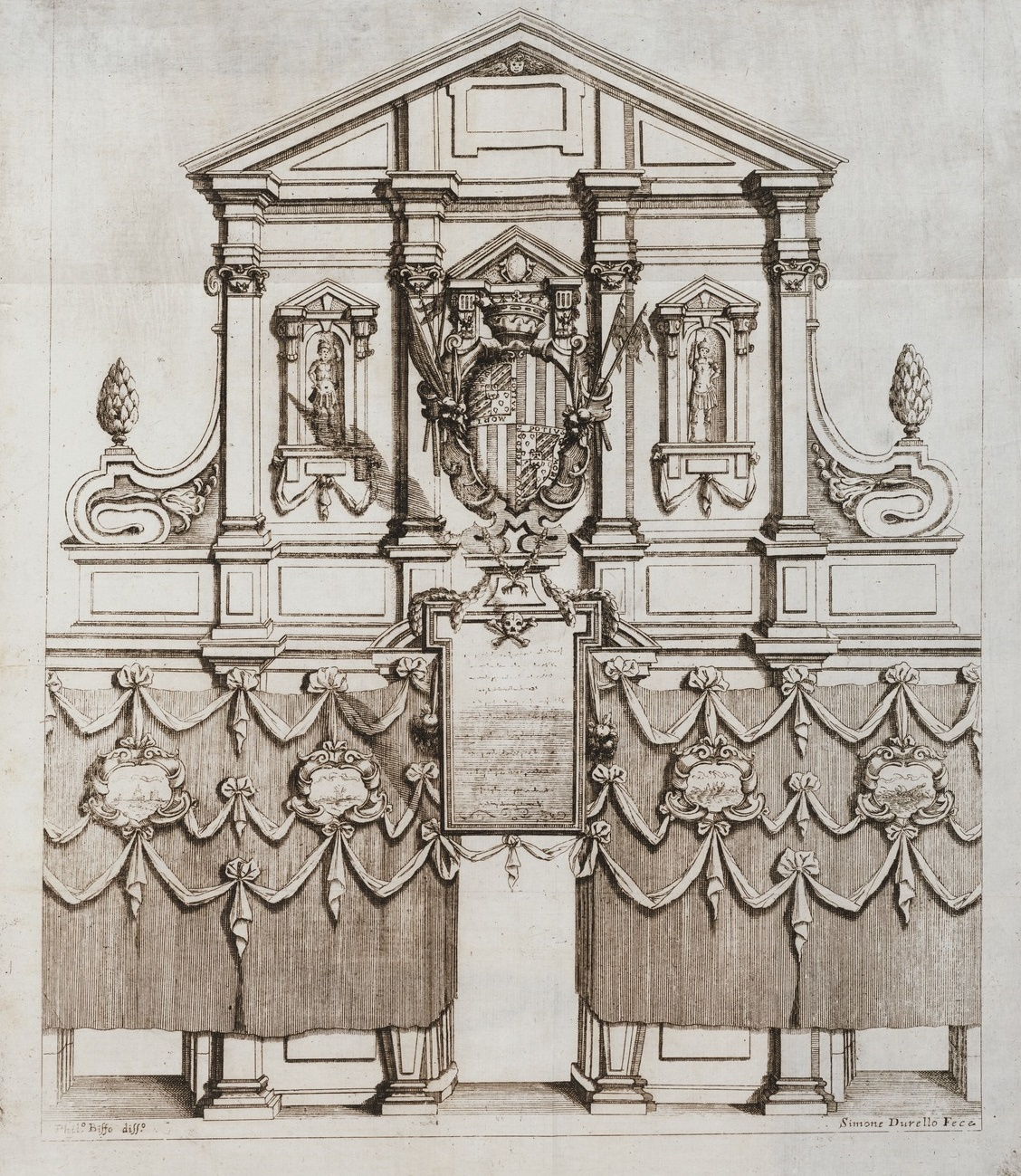
Фасад миланской церкви Санто-Стефано-ин-Броло. Гравюра из книги Антонио Теодоро Тривульцио «Impetus doloris Excell» (1678)

## Биография
Родился в Милане 8 октября 1220 года, в день памяти Св. Пелагии и Св. Симеона Старшего, и крещён был в церкви Святого Стефана Носиджийского. Начальное образование получил, по-видимому, в школе при одном из миланских монастырей, но где учился позже, неизвестно, хотя отличался глубокой эрудицией.
Его семья происходила из Буссеро, городка в 19 километрах к востоку от Милана, а предки были епископскими вальвассорами. Избрав себе церковную и нотариальную карьеру, они со временем вошли в высшие слои миланского патрициата. Владения их находились в приходе Санто-Стефано-ин-Броло, у Римских ворот, где один из предков и полный тёзка хрониста Гоффредо да Буссеро (ум. 1153) основал в 1145 году приют в честь Святого Варнавы, преобразованный в госпиталь Санто-Стефано-ин-Броло.
О других выдающихся представителях своего рода Гоффредо сообщает в своей хронике сам. Так, уже во второй половине XII века получили известность Пьетро да Буссеро (ум. 1195), каноник в Монце, диакон и кардинал, легат папы Урбана III в Венгрии, доставивший в церковь Св. Стефана Носиджийского мощи Святых Космы и Дамиана, а также другой Пьетро (1133—1203), ординарий митрополита и с 1168 года протоиерей церкви Пречистой Девы Девы Марии на Горе близ Варезе. Ещё один «мудрый» Буссеро, по имени Пагано, являлся, по словам хрониста, одним из избранных в 1212 году десяти миланских подеста.
Вместе с тем, невзирая на то, что другие представители семьи Буссеро прослеживаются в городских документах до конца XIII века, она так и не была в 1277 году включена в «Матрикул знатных родов» (лат. Matricula nobilium Familiarum) Милана, поскольку поддержала гвельфскую семью Торриани, противников дома Висконти. Вероятно, многие члены опального рода эмигрировали во Фриули вслед за Раймондо Делла Торре, избранным в 1273 году патриархом Аквилеи.
В любом случае, занявший в 1262 году архиепископскую кафедру Оттоне Висконти отнюдь не благоволил к сторонникам своих политических врагов, поэтому сам Гоффредо да Буссеро церковной карьеры не сделал и в третьей четверти XIII века занимал скромную должность настоятеля церкви Святого Петра в Ровелло близ Аппьяно в Ломбардии. Косвенным подтверждением этому служит и тот факт, что в своей хронике он ни разу не упоминает архиепископа Оттоне. Враждой с Висконти можно объяснить и почти полное отсутствие упоминаний о самом Гоффредо в официальных документах. Мнение миланского археолога Уго Моннере де Виллара (ум. 1954), называвшего его «проповедником», основано на превратно понятых выражениях из его собственных трудов, и признаётся исследователями ошибочным.
Известно, что Гоффредо был жив ещё в марте 1289 года, поскольку отслужил тогда мессу в приюте Сан-Мартино в Милане, но после этой даты о нём больше нет никаких известий. Вероятно, около 1290 года, или несколько позже, он умер в и был похоронен в церкви Святого Стефана Носиджийского, разрушенной в 1787 году.

## Сочинения
Уже при жизни Гоффредо признавался авторитетным церковным писателем, известным в качестве автора «Книги известий о миланских святых» (лат. Liber Notitiae Sanctorum Mediolani), предположительно написанной около 1289 года, но, очевидно, дополненной анонимным продолжателем сведениями за 1304—1311 годы. Наряду с жизнеописаниями самих мучеников и подвижников церкви, извлечёнными из рукописных трудов местных агиографов, она содержит подробный перечень всех посвящённых им монастырей, храмов и приходов Миланской епархии, причём, помимо церквей самого города, в ней перечислены 58 приходских храмов его пригородов и окрестностей. Кроме этого, в ней приводятся описания хранящихся в них святых мощей и церковных праздников.
Это один из самых интересных средневековых трудов по истории Милана,  в силу чего является важным источником не только для историков церкви, городской архитектуры и топографии, но и для археологов, специалистов по исторической топонимике и культурной антропологии, исследователей средневекового менталитета. Богатство содержащейся в нём информации, по сути, позволяет реконструировать облик города Милана периода дученто.
Несмотря на то, что «Книга известий о миланских святых» послужила источником уже для современного ей трактата Бонвезина де ла Рива «О дивах града Медиоланского» (лат. De magnalibus urbis Mediolani, 1288), а в первой трети следующего XIV столетия использовалась доминиканцем Гальвано Фьямма в «Истории Милана от основания города» и «Занимательной хронике миланских древностей», во времена Ренессанса она была почти забыта. Лишь историк эпохи Просвещения Джорджио Джулини возродил к ней научный интерес, активно цитируя в своих девятитомных «Заметках, относящихся к истории, правлению и описанию города и окрестностей Милана в Средние века» (1760—1765), ошибочно назвав её автором Филиппо да Кастельсеприо.
Единственная рукопись книги на 215 пергаментных листах, хранившаяся в библиотеке капитула Миланского собора, известна была ещё в середине XIX века миланскому историку Джованни Дозио, считавшему её автографической, но в научный оборот введена была лишь в 1901 году палеографом Амброджио Акилле Ратти (будущим папой Пием XI). Позднейшие исследования, однако, доказали, что это не оригинал, а точная копия, переписанная в конце XIII — начале XIV века. Авторство Гоффредо да Буссеро, отвергнутое в критическом издании 1917 года, повторно было предложено в 1919 году историком Анджело Мацци.
Другим известным трудом Гоффредо является латинская «Хроника» (лат. Chronica), освещающая важнейшие события истории Милана, начиная с 72-го года от его основания до 1271 года, и обильно цитируемая в исторических сочинениях Гальвано Фьяммы. Основными источниками для неё послужили «Хроника» Иеронима Стридонского, «История лангобардов» Павла Диакона, «История миланских архиепископов» Арнульфа Миланского, сочинения Ландульфа Старшего и Ландульфа Младшего, а также «Малые миланские анналы» (397—1228).
Невзирая на свою политическую тенденциозность, а также хронологические ошибки и пропуски, хроника Гоффредо да Буссеро содержит немало ценной информации по истории Милана и его епархии XII—XIII вв., в частности, о строительстве церквей, социальных и внешнеполитических конфликтах, назначении и деятельности городских подеста и пр. Некоторые её сведения, например, о захвате Рима венграми в 923 году или о землетрясении в Бургундии в 1240-м, являются уникальными. Рассказывая, к примеру, о легендарной Папессе Иоанне, он называет её «тевтонцем», а не уроженкой Англии, датируя её понтификат 784 годом.
Рукопись хроники долгое время считалась утерянной, и была найдена лишь в начале XX века в библиотеке Тривульциана в замке Сфорца. Комментированное издание её, подготовленное Леонида Грациоли, увидело свет в 1906 году в Милане в журнале «Архив Исторического общества Ломбардии».
В «Книге известий о миланских святых» упоминаются ещё шесть исторических трудов Гоффредо, которые до нас не дошли.

## Память
- В честь хрониста в Милане названа улица (итал. Via Goffredo da Bussero).

## Публикации
- Cronaca di Goffredo da Bussero, a cura di Leonida Grazioli // Archivio Storico Lombardo. — Serie IV. — Volume 33. — Milano, 1906. — pp. 211–245.
- Goffredo da Bussero. Liber Notitiae Sanctorum Mediolani. Edito a cura di Marco Magistretti e Ugo Monneret de Villard. — Milano: U. Allegretti, 1917. — liv, 462 sp.